# ケネス2世 (スコットランド王)
ケネス2世（英語: Kenneth II、932年 - 995年）はスコットランド王（在位：971年 - 995年）の一人に数えられるが、アルバ王（Rí Alban）として記録されていることが多い。マルカム1世の次男で、ダフの弟。本名はシナエド・マク・マエル＝コルイム（ゲール語: Cináed mac Maíl Choluim）。

## 人物
971年にカリン王がストラスクライド王国のブリトン人によって殺されると、アルバ王位に就いた。
アルスターの年代記によると、ケネスはカリンの弟で、王位を主張していたアムライフを977年に殺したとされているが、ティゲルナハ年代記ではアムライフが一時的にケネスから王位を奪っていたと記録している一方、後世の学者はアムライフはスコットランドの一部で認められていた対立王だったと考察している。
「メルローズ年代記」には、973年、ケネスがストラスクライド王マルカム1世、アイルズ王マグヌス・ハラルドソンおよびウェールズとノルウェーの小国の王たちと共にチェスターを訪れ、そこでの会議でイングランド王エドガーの覇権を認めたと記されていて、アルバ王国の南部とイングランド王国の北部の国境の画定がなされたとされるが、975年にエドガー王が死に、まだ若いエドワード殉教王が即位すると、ケネスは国境を越えてノーサンブリアを3度略奪した。最初はステインモアまで、次にクルイアムまで、そして最後にディー川に至るまで侵入した。これらの襲撃は、アングロサクソン年代記にチェシャーへの攻撃が記録されている980年頃のものと推定される。
ケネスは995年にフェッターケアンで殺害された。彼を殺害したのはかつてケネス王によって一人息子を殺され、報復の機会を狙っていたモーマー伯の娘であるフィネラ夫人だとされるが、黒幕はケネスが伝統的な王位継承法であるタニストリーを廃止し、自身の息子に王位を直接継承させようとしたことで、自分たちが王位に就けなくなることを恐れたコンスタンティン（先王カリンの息子）とケネス・マク・ダフ（兄・ダフの息子にしてケネス2世の甥）という説が有力視されていて、実際にこの2人がケネスの死の直後に彼の息子を差し置いてアルバ王位に就いている。

## 子女
- マルカム2世（954年頃 - 1034年11月25日）‐アルピン朝最後のスコットランド（アルバ）王
- ドゥンガル（999年没）‐ケネス3世との戦いで戦死[7]
- スイブネ（1034年没）‐国内のノース人とゲール人を束ねたとされる